# Kardašova Řečice
Kardašova Řečice (německy Kardasch Retschitz) je město v severozápadní části okresu Jindřichův Hradec v Jihočeském kraji. Leží dvanáct kilometrů západně od Jindřichova Hradce. Žije zde přibližně 2 200 obyvatel. Město leží na železniční trati spojující Jihlavu a Veselí nad Lužnicí.

## Název
Název města vznikl dle nedalekého rybníka Kardaš a potoka Řečice, který z tohoto rybníka vytéká.

## Historie
První doklady existence města pocházejí z roku 1267.

## Přírodní poměry
Území jižně od města leží v chráněné krajinné oblasti Třeboňsko. Jihozápadně od města se nachází přírodní památka Kramářka.
Koryto Nežárky je chráněno v rámci evropsky významné lokality „Lužnice a Nežárka“.

## Obyvatelstvo
| Rok            | 1869  | 1880  | 1890  | 1900  | 1910  | 1921  | 1930  | 1950  | 1961  | 1970  | 1980  | 1991  | 2001  | 2011  | 2021  |
| -------------- | ----- | ----- | ----- | ----- | ----- | ----- | ----- | ----- | ----- | ----- | ----- | ----- | ----- | ----- | ----- |
| Počet obyvatel | 3 045 | 3 020 | 3 148 | 3 129 | 3 018 | 2 948 | 2 779 | 2 322 | 2 450 | 2 185 | 2 135 | 2 105 | 2 033 | 2 225 | 2 147 |
| Počet domů     | 413   | 423   | 426   | 434   | 454   | 497   | 573   | 641   | 612   | 593   | 556   | 696   | 735   | 779   | 816   |

## Městská správa

### Části města
Město Kardašova Řečice se skládá ze tří částí na třech katastrálních územích.
- Kardašova Řečice (i název k. ú.)
- Mnich (k. ú. Mnich u Kardašovy Řečice)
- Nítovice (i název k. ú.)

Od 30. dubna 1976 do 30. června 1990 k městu patřily i Doňov, Pleše, Újezdec a Višňová.

### Městské symboly
Vlajka byla městu udělena rozhodnutím předsedy Poslanecké sněmovny Parlamentu České republiky dne 4. června 1998.

## Doprava
Městem vede silnice I/23, na kterou se v něm napojuje silnice II/147. Vede jím také železniční trať Havlíčkův Brod – Veselí nad Lužnicí, na které se nachází stanice Kardašova Řečice.

## Pamětihodnosti
- Zámek Kardašova Řečice z 18. století
- Zbytky středověkého řečického hradu zvaného též Babka asi jeden kilometr jižně od města
- Kostel svatého Jana Křtitele

## Rodáci

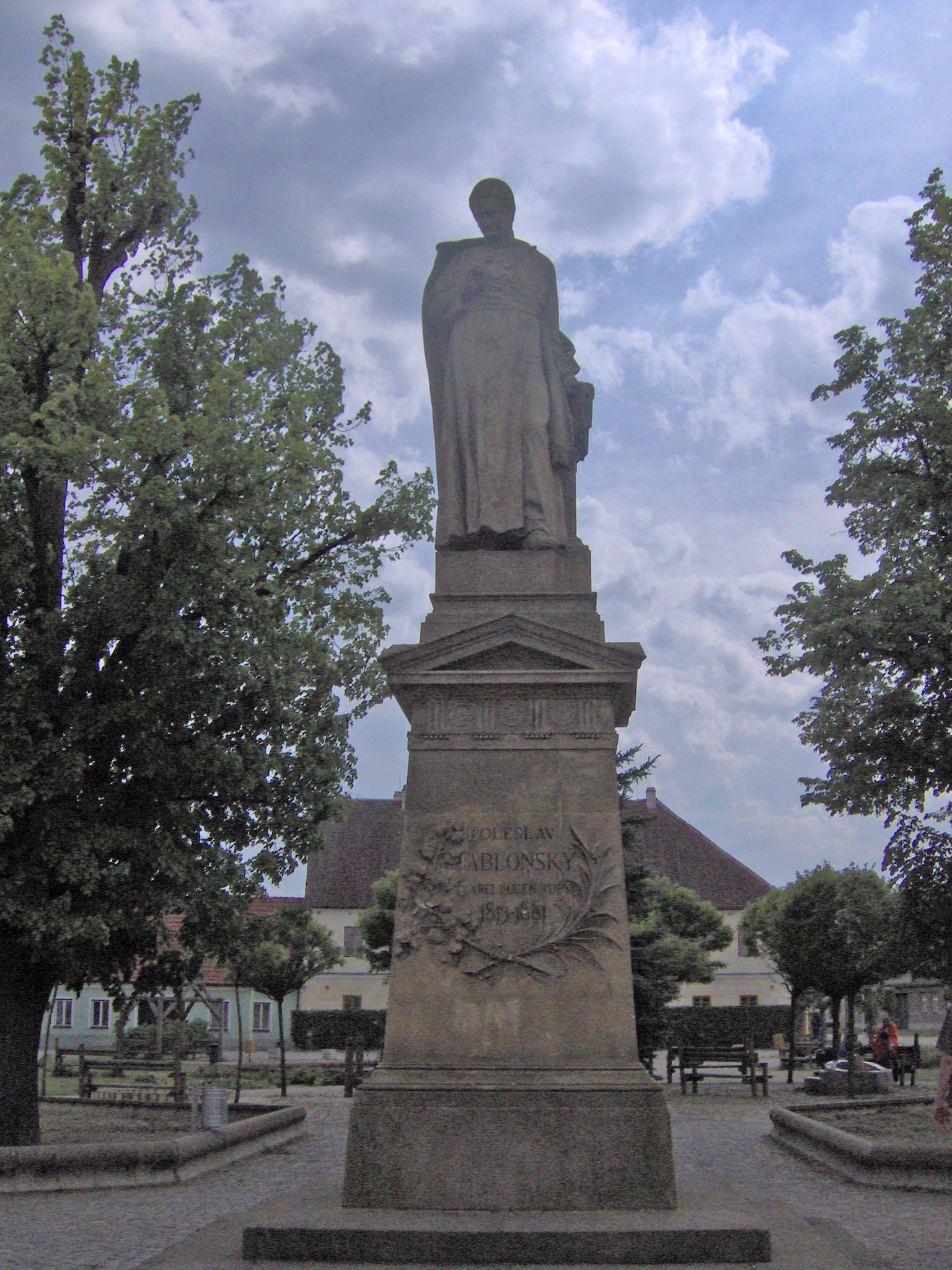
Socha Boleslava Jablonského v Kardašově Řečici

- Boleslav Jablonský (1813–1881), obrozenecký básník, katolický kněz a národní buditel
- Václav Nedoma (1836–1917), novinář
- Jaromír Hrubý (1852–1916), novinář a překladatel
- Karel Lustig (1856–1924), redaktor, učitel, muzejník
- Karel Kludský (1864–1927), artista, krotitel a cirkusový ředitel
- Alfred Baštýř (1865–1942), herec a filmový činitel
- Jan Štěpán Brož (1865–1919), kněz a misionář působící v Americe
- Josef Vlasák (1867–1958), velmistr řádu Křižovníků s červenou hvězdou
- Karel Vodička (1880–1957), československý legionář, středoškolský profesor, ředitel českobudějovické hvězdárny
- Jaroslav Kamarýt (1900–1978), akrobatický pilot
- František Čech (1907–1975), hudební skladatel
- Jaroslav Kuchválek (1910–1973), hispanista a diplomat
- Karel Pech (1919–?), psychofyziolog a lingvista
- Karel Kouba (1927–2013), vysokoškolský pedagog a publicista
- Karel Nouza (1930–2020), vědec, lékař a biolog
- Marie Marečková (1942–2024), historička, univerzitní profesorka
- Stanislav Komárek (* 1958), biolog, profesor filosofie

## Partnerská obec
- Oberdiessbach, Švýcarsko[11]